# Massieville (Ohio)
Massieville é uma comunidade sem personalidade jurídica no condado de Ross, no estado americano de Ohio.

## História
Os nomes variantes eram "Massie" e "Waller". A comunidade tem o nome de Waller Massie, proprietário de uma serraria local.

## Pessoas notáveis
Will Huff, um compositor, nasceu em Massieville em 1875.